# Цикламат натрия
Цикламат натрия — подсластитель, химическое вещество синтетического происхождения, используемое для придания сладкого вкуса. Цикламат натрия в 30–50 раз слаще сахара. Широко используется для подслащивания пищевых продуктов, напитков, лекарственных средств. Его часто используют с другими искусственными подсластителями, особенно сахарином; смесь из 10 частей цикламата на 1 часть сахарина является стандартной, маскируя неприятные привкусы обоих подсластителей.
Цикламат натрия дешевле, чем большинство подсластителей, включая сукралозу, и стабилен при нагревании. Подсластитель зарегистрирован как пищевая добавка E952 в Кодексе Алиментариус.

## История
Цикламат был открыт в 1937 году в Университете Иллинойса аспирантом Майклом Сведой. Сведа работал в лаборатории над синтезом жаропонижающего препарата. Он положил сигарету на лабораторный стол, и спустя время, когда решил закурить сигарету, обнаружил сладкий вкус цикламата.
Патент на цикламат был куплен компанией DuPont, но позже продан компании Abbott Laboratories, которая провела необходимые исследования и подала новую заявку на препарат в 1950 году. Abbott намеревался использовать цикламат для маскировки горечи некоторых лекарств, таких как антибиотики и пентобарбитал. В 1958 году он получил статус «общепризнанно как безопасно» (GRAS) Управлением по санитарному надзору за качеством пищевых продуктов и медикаментов (FDA). Цикламат продавался в форме таблеток для использования диабетиками в качестве альтернативны сахарозе, а также в жидкой форме. Поскольку цикламат устойчив к нагреванию, он является пригодным для использования в кулинарии и выпечке.
В 1966 году в одном исследовании сообщалось, что некоторые кишечные бактерии могут преобразовывать цикламат в циклогексиламин, который, по подозрениям, обладает хронической токсичностью. В исследовании 1969 года было установлено, что стандартная смесь цикламата и сахарина в соотношении 10:1 увеличивает частоту рака мочевого пузыря у крыс. Опубликованное исследование показало, что у 8 из 240 крыс, которых кормили смесью сахарина и цикламата на уровне, эквивалентном потреблению человеком 550 банок диетической содовой (газированного напитка с заменителем сахара) в день, развились опухоли мочевого пузыря.
Продажи продолжали расти, и в 1969 году годовой объём продаж цикламата достиг 1 миллиарда долларов, что усилило давление со стороны организаций по надзору за общественной безопасностью с целью ограничения использования цикламата. В октябре 1969 года министр здравоохранения, образования и социального обеспечения Роберт Финч, минуя комиссию FDA Герберта Леонарда Лея-младшего, удалил статус GRAS для цикламата и запретил его использование в продуктах общего назначения, хотя он оставался доступным для ограниченного использования в диетических продуктах с дополнительной маркировкой о возможном риске развития рака мочевого пузыря; в октябре 1970 года Управление по санитарному надзору за качеством пищевых продуктов и медикаментов (FDA) под руководством нового комиссара полностью запретило цикламат из всех продуктов питания и лекарственных препаратов в Соединённых Штатах.
Abbott Laboratories заявила, что её собственные исследования не смогли воспроизвести результаты исследования 1969 года, и в 1973 году Abbott обратилась в Управление по санитарному надзору за качеством пищевых продуктов и медикаментов с просьбой отменить запрет на использование цикламата натрия. Эта петиция была в конечном итоге отклонена в 1980 году комиссаром FDA Джером Гояном. Abbott Labs вместе с Советом по контролю за калориями (политическим лобби, представляющим отрасль диетических продуктов) подали вторую петицию в 1982 году. Хотя Управление по санитарному надзору за качеством пищевых продуктов и медикаментов заявило, что обзор всех имеющихся доказательств не предполагает наличия цикламата в качестве канцерогена у мышей или крыс, цикламат по-прежнему был запрещён в пищевых продуктах в Соединённых Штатах.

## Химия
Цикламат - это натриевая или кальциевая соль цикламиновой кислоты (циклогексансульфаминовой кислоты), которая сама по себе получается путём взаимодействия циклогексиламина свободной фазы с сульфаминовой кислотой или триоксидом серы.
До 1973 года цикламат натрия производили в лаборатории Abbott с добавлением смеси чистого натрия с циклогексиламином, после чего охлаждали и фильтровали через высокоскоростной центробежный сепаратор, сушили, гранулировали, превращая в порошок для использования в лекарственных препаратах.

## Правовой статус
Цикламат натрия одобрен в качестве подсластителя более чем в 130 странах мира. В конце 1960-х годов цикламат был запрещён в Соединённом Королевстве, но был одобрен после переоценки Европейским союзом в 1996 году как безопасная пищевая добавка.
В Филиппинах цикламат натрия был запрещён до тех пор, пока Филиппинское управление по контролю за продуктами и лекарствами не сняло запрет в 2013 году, объявив его безопасным для здоровья подсластителем. Цикламат по-прежнему остаётся запрещённым в Соединённых Штатах и Южной Корее.

## Безопасность
Цикламат натрия был предметом множества споров касательно его возможного вредного воздействия на здоровье человека. Во многом это связано с исследованием, проведённом в конце 1960-х годов, в котором, по данным нескольких учёных, изучавших воздействие цикламата на лабораторных животных, были обнаружены возможные канцерогенные свойства подсластителя. Это привело к запрету цикламата в нескольких странах мира. Несмотря на это, последующие исследования не смогли воспроизвести какой-либо канцерогенный эффект подсластителя. На основании совокупности всех научных исследований, цикламат натрия признан безопасным подсластителем и пищевой добавкой в продуктах питания.
По данным Международного агентства по изучению рака (МАИР), недостаточно доказательств того, что цикламаты вызывают рак у людей или лабораторных животных. Исследования, рассмотренные МАИР, показывают, что цикламаты в основном выводятся с мочой в неизменённом виде, за исключением небольших количеств, которые превращаются в организме в циклогексиламин. Ряд исследований показывают, что с учётом низкого уровня метаболизма цикламата и высокой скорости периода полувыведения, циклогексиламин не представляет опасности для здоровья человека.
В 2000 году была опубликована статья, в которой описывались результаты 24-летнего эксперимента, в ходе которого 16 обезьян кормили обычной диетой, а 21 обезьяну кормили цикламатом в дозе 100 или 500 мг/кг в день; более высокая доза соответствует примерно 30 банкам диетического напитка в день. У двух обезьян с высокой дозой и у одной из обезьян с более низкой дозой был обнаружен злокачественный рак. У каждой был свой вид рака, и были обнаружены три доброкачественные опухоли. Авторы пришли к выводу, что исследование не смогло продемонстрировать, что цикламат является канцерогенным, потому что все виды рака были разными, и не было никакого способа связать цикламат с каждым из них. Вещество не проявляло никаких повреждающих ДНК свойств при анализе репарации ДНК. Другое исследование, опубликованное в 2003 году, не обнаружило доказательств вредного воздействия цикламата на фертильность.
Согласно исследованиям Объединённого экспертного комитета ФАО/ВОЗ по пищевым добавкам, допустимое суточное потребление цикламата составляет 11 мг/кг массы тела человека. Считается, что в таком количестве подсластитель не оказывает вредного воздействия на здоровье человека.

## Сравнительная сладость некоторых веществ
| Название         | Группа веществ           | Относительная сладость |
| ---------------- | ------------------------ | ---------------------- |
| Лактоза          | Дисахарид                | 0,16                   |
| Глюкоза          | Моносахарид              | 0,75                   |
| Сахароза         | Дисахарид                | 1,00                   |
| Фруктоза         | Моносахарид              | 1,75                   |
| Цикламат натрия  | Сульфамат                | 26                     |
| Аспартам         | Метиловый эфир дипептида | 250                    |
| Сахаринат натрия | Сульфокарбимид           | 510                    |